# 라이언 하워드
라이언 제임스 하워드(Ryan James Howard, 1979년 11월 19일 ~ )는 메이저 리그 베이스볼 전 필라델피아 필리스를 위한 1루수를 맡는 미국의 프로 야구 선수이다. 6 피트 4 인치(193cm), 240 파운드(110kg)인 그는 좌투 좌타이며, 다수의 메이저 리그 베이스볼과 필리스의 프랜차이즈 기록들을 보유하고 있다.
하워드는 2004년에 메이저 리그 베이스볼 데뷔를 하였다. 그는 2005년에 내셔널 리그 올해의 신인 선수 상과 2006년 내셔널 리그의 MVP 상을 수상하였다. 그는 3회의 내셔널 리그 올스타 선수(2006, 2009, 2010)이며, 2009년 실버 슬러거 상, 행크 에런 상과 내셔널 리그 챔피언십 시리즈 MVP 상을 수상하였다. 자신의 체력으로 알려진 하워드는 50 홈런 클럽의 회원이다. 그는 2회의 내셔널 리그 홈런 챔피언(2006, 2008)이며 메이저 리그 베이스볼 역사상 100과 200둘 다의 홈런 이정표를 도달하는 데 가장 빠른 선수가 되어 2007년과 2009년에 각각 평점들을 통과하였다. 그는 27과 함께 가장 많은 골든 솜브레로스로 메이저 리그 베이스볼 기록을 보유하고 있다.
2016년 11월 8일 자신의 요청으로 구단에서 방출됐다.

## 생애

### 아마추어 경력
세인트루이스에서 태어난 하워드는 미주리주 와일드우드에 있는 라파예트 고등학교와 자신이 1998년부터 2001년까지 미주리주 베어스 야구 팀을 위하여 대학 야구를 활약한 미주리 주립 대학교에서 수학하였다. 하워드는 50개의 홈런, 183개의 타점과 172개의 경기들에서 .335의 경력 타구 평균과 함께 자신의 대학 경력을 끝냈다. 그는 1999년 올해의 미주리 밸리 컨퍼런스 신입생이었다. 미주리 주립 대학교는 2010년 12월 8일 그를 영구결번 시켰다. 그는 훗날의 전망들로 개발하는 데 메이저 리그 베이스볼에 의하여 부분적으로 기금 된 센트럴 일리노이 대학 리그에서 하나의 여름에 뛰었다.

### 마이너 리그의 세월
2000년 드래프트의 5번째 라운드에서 선발된 하워드는 빠르게 필리스의 마이너 리그 시스템을 올라 플로리다 주립과 이스턴 리그에서 각각 2003년과 2004년에 연속적 상들을 수상하였다. 그는 또한 102개의 경기들에서 37과 함께 리딘 필리스를 위하여 단 하나의 시즌 홈런 기록을 세우기도 하였다. 7월 31일 그는 트리플 A의 스크랜턴/윌키스-배어로 승진하였다. 그는 최소한 46개의 홈런을 치는 데 1956년 이래 5번째 마이너 리그 선수가 되었다. 하워드는 진행에서 조 바우먼 홈런 상을 수상하였다.

### 2004년 - 9월의 소집
9월 1일 하워드는 자신의 첫 메이저 리그 본루 출연을 하여 애틀랜타 브레이브스에게 7 대 2로 패한 경기에서 대타자로 나선 타수에서 재릿 라이트를 스트라이크아웃 시켰다. 9월 6일 하워드는 브레이브스에게 3 대 1로 패한 경기에서 단 하나의 타수에 자신의 첫 메이저 리그 안타를 치고, 9월 8일에는 브레이브스에 4 대 1로 우승한 경기에서 2루타와 1루타와 함께 자신의 다수 안타 경기를 기록하였다. 9월 11일 하워드는 바르톨로메 포르투나토에 자신의 첫 메이저 리그 홈런을 쳐 뉴욕 메츠에 11 대 9로 승리한 경기에서 자신의 첫 타점에서 히트를 쳐 주자를 흠인시키고 자신의 첫 홈런을 득점하였다.
2004년 하워드는 필리스와 함께 19개의 경기들에서 42개의 본루 출연을 가졌다. 그는 2개의 홈런과 5개의 타점에서 .282 타구 평균을 올렸고, 그는 또한 5개의 2루타를 치고, 투수에 의하여 안타 되었다. 더블 A의 리딩 필리스, 트리플 A의 스크랜턴/윌키스-배어 레드 바론스와 필라델피아 필리스를 위하여 활약하는 사이에 하워드는 로스앤젤레스 다저스의 아드리안 벨트레와 더불어 결성된 야구에서 가장 높은 총계로 일시된 48개의 홈런을 쳤다.

### 2005년 - 올해의 신인 선수
5월 15일 하워드는 자신의 첫 3개의 안타 경기를 기록하여, 신시내티 레즈를 상대로 4 대 3으로 우승한 경기에서 2루타, 2개의 1루타와 득점과 함께 3루 4타로 갔다. 7월 3일 하워드는 애틀랜타 브레이브스를 상대로 자신의 첫 3개의 타점을 기록하였다. 8월 23일에는 샌프란시스코 자이언츠에 10 대 2로 우승한 경기에서 2루타, 홈런, 2개의 1루타, 3개의 타점과 3개의 득점과 함께 4루 5타로 갔다. 7월 1일 하워드는 짐 토미가 팔꿈치 부상과 함께 시즌을 위하여 출장 못하게 될 때에 필리스의 매일 첫 타자가 되었다.
그는 9월 이번 달의 내셔널 리그 신인 선수로 임명되었다. 그는 10개의 홈런과 22개의 득점과 함께 .278점을 타구하였다. 상을 수상한 명예에 그는 특별히 디자인된 트로피를 받았다.
하워드는 22개의 홈런과 함께 메이저 리그 신인 선수들을 이끌고 312개의 타수와 88개의 경기들에서 .288점의 평균과 63개의 타점을 올렸다. 그는 9월과 10월 11개의 홈런과 27개의 타점을 쳤다. 하워드는 시즌의 마지막 날에 탈락될 때까지 내셔널 리그의 만능패를 위하여 필리스가 휴스턴 애스트로스에 전투를 벌이면서 17개의 2루타, 2개의 3루타, 52개의 득점, 그리고 100개의 스트라이크아웃과 63개의 타구 한 득점과 함께 자신의 신인 선수 시즌을 끝냈다. 하워드는 올해의 내셔널 리그 신인 선수로 임명되면서 자신의 노력으로 인하여 다시 상을 수상하여, 상을 수상하는 데 4번째 필리스 선수가 되었다. 그는 또한 올해의 신인 선수 인터넷 신인상 야구 강령을 투표하고 래리 도비 유산 상(올해의 내셔널 리그 신인 선수)을 받았다.
2005년 시즌 이후, 필리스는 토미와 하워드에 관련된 궁지를 향하였다. 둘 다 매우 재능 있고 증명된 체력의 타자들이며, 토미는 2003년 시즌으로 대비하여 필리스가 계약을 맺은 가장 큰 자유 계약 선수였으나, 하워드는 군림하는 올해의 신인 선수이며 약속된 어린 선수였다. 2006년 시즌 전에 필리스는 하워드를 위한 공간을 만드는 데 명령에서 토미를 이적시켰다.

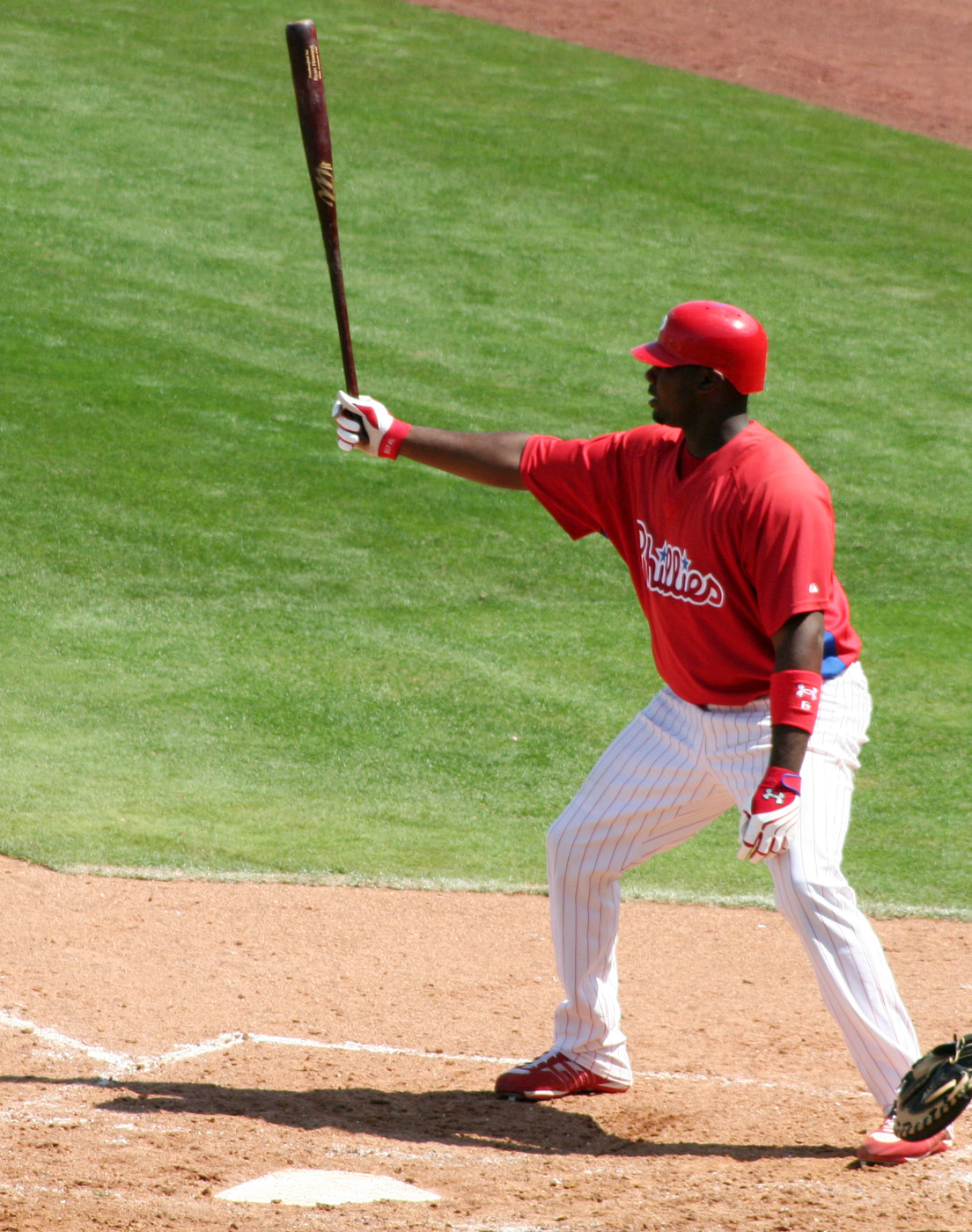
하워드의 사인적 스탠스의 본보기

### 2006년 - MVP 시즌
하워드는 필리스의 출발 1루수로서 2006년 시즌을 시작하였다. 그는 4월 3일 세인트루이스 카디널스의 크리스 카펜터에 자신의 첫 홈런을 쳤다. 4월 23일 하워드는 시티즌스 뱅크 파크에서 애시번 앨리로 홈런을 친 첫 선수가 되었다. 홈런은 496 피트로 날아가 플로리다 말린스의 세리기오 미트레에게 안타를 매겼다. 그것은 경기에서 하워드가 친 2개의 홈런들 중의 처음이며, 그의 경력의 첫 다수 홈런 경기였다. 5월 20일부터 29일까지 하워드는 9개의 연속적 경기들에서 최소의 타점을 가졌다. 막바지의 분전이 있는 동안에 하워드는 6개의 홈런을 치고 17개의 득점에서 히트를 쳐서 주자를 몰아냈다. 그는 또한 6월 20일 2개의 홈런들 중 또 다시 자신의 첫 홈런이던 437 피트(133m)의 홈런을 마이크 무시나에 연결할 때 우익수에서 파크의 3번째 바닥으로 들어간 홈런을 친 첫 선수가 되기도 하였다. 홈런에 명예를 주는 데 필리스는 공이 잡힌 좌석에 하얀 H를 칠하였다. 하워드는 2개의 홈런에 7개의 타점과 9 대 7의 패배에서 3루타를 수집하여 2002년 6월 2일 투수 로버트 퍼슨 이래 7개의 득점에서 히트를 쳐서 주자를 몰아내는 데 첫 필리스 선수가 되었다.
하워드는 준비 1루수로서 피츠버그에 있는 PNC 파크에서 열린 자신의 첫 올스타 경기로 임명되었다. 그는 경기에 대비하여 21세기 홈런 더비에 참가하고 총 23개의 홈런과 함께 경연을 이겨 마지막 라운드에서 뉴욕 메츠의 3루수 데이비드 라이트를 꺾었다. 하워드는 2005년 41개의 홈런을 기록한 바비 애브루와 함께 더비를 우승한 2번째 연속적 필리스 선수였다. 하워드는 올스타 경기에서 땅볼로 아웃되면서 0 루 1 타로 갔다. 7월 30일 플로리다 말린스를 상대로 하워드는 8개의 회에서 고의의 4구를 포함한 5번의 4구에 의하여 메이저 리그 기록을 동점매겼다.
8월 25일부터 29일까지 하워드는 4개의 연속적 경기드레서 홈런들을 치고 29일에 그는 필리스의 단 하나의 시즌 기록을 위하여 마이크 슈미트에 동점을 매기는 데 자신의 48번째 시즌 홈런을 쳤다. 8월 31일 하워드는 필리스의 단 하나의 시즌 홈런 기록 보유자로서 슈미트를 앞서는 데 로버트 F. 케네디 기념 경기장의 상부 갑판으로 홈런을 쳤다.
9월 3일 하워드는 하나의 시즌에서 50개의 홈런을 치는 데 필리스의 첫 타자와 메이저 리그 역사상 24번째 선수가 되는 데 애틀랜타 브레이브스에 8 대 7로 우승한 경기에서 3개의 홈런과 1루타와 함께 4 루 4 타로 갔다. 하워드는 이전의 해에 51개의 홈런을 친 앤드루 존스 이래 하나의 시즌에서 50개의 홈런에 도달한 첫 선수가 되었다. 경기에서 52개의 홈런에 도달한 하워드는 또한 2학년생 시즌에서 홈런들을 위한 랠프 카이너의 1947년 기록을 깨기도 하여 두번째 시즌에서 50개의 홈런을 친 겨우 2번째 타자가 되었다. 8월 28일부터 9월 3일까지 하워드의 상연은 그에게 이번 주의 내셔널 리그 선수로 임명하였다. 그 기간 동안에 하워드는 6개의 홈런과 12개의 득점과 함께 .571점을 타구하였다. 9월 5일 하워드는 8월을 위한 그달의 내셔널 리그 선수로 임명되었다. 그의 41개의 득점은 1962년 7월 프랭크 하워드가 41개를 가진 이래 한달에 가장 많은 아무 선수가 가진 득점이었다. 14개의 홈런과 함께 그는 또한 8월의 둘다의 통계치를 위한 프랜차이즈 신기록들을 세우기도 하였다. 9월 22일 하워드는 2005년 데이비드 오티즈 이래 140개의 득점에서 히트를 쳐서 주자를 몰아내는 데 첫 타자가 되었다. 9월 27일 워싱턴 내셔널스를 상대로 경기에서 하워드는 9회에서 100번째로 4구로 나갔다.
하워드는 .313점의 타구 평균, 58개의 홈런과 149개의 득점과 함께 2006년 시즌을 끝냈다. 그는 37개의 고의적 4구와 함께 필리스의 프랜차이즈 기록을 세우기도 하였다. 하워드와 오티즈는 그 시즌에 50개 혹은 그 이상의 홈런을 친 단둘의 타자들이었다. 하워드의 58개 홈런은 자신의 2학년 시즌에 선수에 의하여 가장 많았다. 진행에서 하워드는 2003년 짐 토미가 한 이래 홈런 타이틀을 우승하는 데 첫 필리스의 타자가 되었다.
10월 2일 하워드는 9월을 위한 그달의 내셔널 리그 선수로 임명되었다. 8월을 상을 수상하기도 한 하워드는 2003년 5월과 6월 앨버트 푸졸스 이래 연속적인 상을 수상하는 데 첫 선수가 되었다.

#### 2006년 시즌 수상들
10월 10일 하워드는 스포팅 뉴스 올해의 선수로 임여되었다. 10월 25일 하워드는 2006년 내셔널 리그 행크 에런 상을 수상하였다.
11월 8일 하워드는 그해의 선수 선택 상 투표에서 자신의 동료 메이저 리그 선수들에 의하여 올해의 선수와 내셔널 리그 두드러진 지위 선수로서 임명되었다. 그는 애틀랜타 브레이브스의 외야수 앤드루 존스의 뒤를 이었다. 같은 날 메이저 리그 베이스볼 일본 올스타 시리즈에서 메이저 리그에 의한 5개의 경기 국제 범위를 넣은 일본 프로 야구에 5 대 3으로 우승한 경기에 이어 하워드는 시리즈의 MVP로 임명되고 그는 8개의 득점, 3개의 2루타, 4개의 홈런과 8개의 타점에서 .558점을 안타하였다. 11월 10일 하워드는 1루에서 내셔널 리그 실버 슬러거 상을 수상하였다.
11월 20일 그는 내셔널 리그 MVP 상을 수상하여 연속적 시즌들에서 올해의 신인 선수 상과 MVP 상들을 수상하는 데 야구 역사상 3명의 선수들 중의 하나가 되었다.
하워드는 홈런에서 메이저 리그 베이스볼을 이끈 공로로 베이브 루스 홈런 상을 받았다. 그는 또한 필라델피아 스포츠 명예의 전당으로부터 필라델피아의 긍지 상을 받기도 하였다.
그는 또한 오스카 찰스턴 유상 상과 조시 깁슨 유산 상을 받기도 하였다.

### 2007년
2007년 3월 2일 필리스는 90만 달러의 1년 거래에서 하워드의 계약을 새로 하였다.
5월 9일 하워드는 애리조나 다이아몬드백스의 투수 브랜든 매더스에 자신의 4번째 경력 슬램을 쳤다. 5월 13일 하워드는 5개의 연속적 경기를 놓친 후, 왼쪽 사두근이 삐면서 장애자 명단에 놓였다. 하워드는 5월 20일 토론토 블루제이스와 함께 필리스의 경기가 있기 전에 대략 45분 동안 수비하였다. 임명 타자로서 클래스 A 레이크우드 팀과 함께 복귀 지정이 있던 후, 5월 25일 하워드는 배치에 돌아왔다. 그는 거기서 자신의 첫 타수에서 홈런을 쳤다. 5월 27일 그는 필리스가 브레이브스를 휩쓰는 데 도움을 준 우승에서 2개의 홈런을 쳤다.
6월 27일 하워드는 461 피트(141m)의 홈런을 쳐 100개의 홈런을 치는 데 메이저 리그 베이스볼 역사상 가장 빠른 선수가 되었다. 성취는 1946년부터 1948년까지 랠프 카이너가 자신의 첫 100개의 홈런을 치는 데 필요하던 385개의 경기들보다 60개나 적은 325개 만의 경기들에서 이루어졌다.
하워드가 그해의 메이저 리그 베이스볼 올스타 경기에 나가지 않았어고 그는 자신의 타이틀을 유지하는 데 순서에서 2번째 연속적 해를 위하여 2007년 메이저 리그 베이스볼 홈런 더비에 나가는 데 선택되었다. 하지만 첫 라운드에서 3개의 홈런 만을 쳐 더 이상 나아가지 않았다.
장애자 명단으로부터 돌아온 후, 하워드는 자신이 빠르게 내셔널 리그에서 홈런 지도자들 명단에 2위로 올라가면서 체력의 급상승을 가졌다. 7월 25일 필리스가 내셔널스에 거둔 우승을 준 14회의 말에서 하워드는 끝내기 홈런을 쳤다.
로스앤젤레스 다저스를 상대로 8월 21일의 경기에 하워드는 자신의 첫 경력 도루를 가졌다.
9월 17일 하워드는 자신의 시즌 39번째와 40번째 홈런을 준 12개의 홈런을 쳤다.
9월 27일 그는 자신의 196번째와 197번째를 위한 스트라이크아웃에 의한 메이저 리그 신기록을 설립하여 2004년 애덤 던에 의하여 세워진 195개의 기록을 깼다. 그는 199개의 스트라이크아웃과 함께 시즌을 끝냈다.
그의 마지막 2007년 시즌 총계는 47개의 홈런과 136개의 득점과 함께 .268의 평균이었으며 1993년 월드 시리즈 이래 그들의 첫 공식 이후의 시즌 위치를 얻는 데 시즌의 마지막 날에 필리스가 내셔널 리그 동부 타이틀을 얻는 데 도움을 주었다. 필리스는 그해의 내셔널 리그 디비전 시리즈에서 콜로라도 로키스에 의하여 휩쓸어지고, 하워드는 2번째 경기에서 제러미 애펠트에 홈런을 가하였으나 자신의 다른 11개의 타수에서 7번이나 스트라이크아웃 하였다.

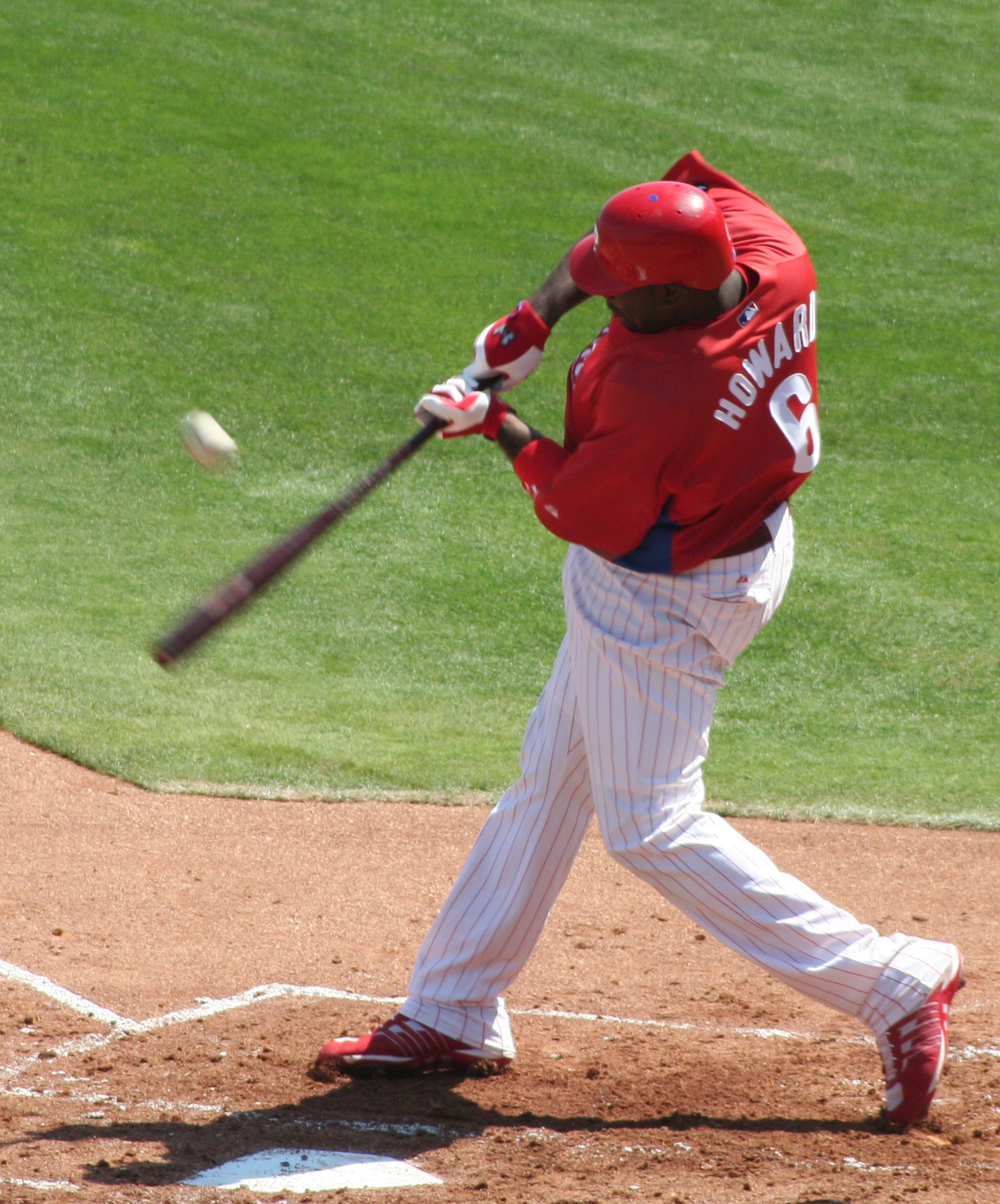
투구에서 스윙을 하는 하워드

### 2008년
2008년 2월 21일 하워드는 필리스에 중재 상황을 이기고 1천만 달러를 수상하였다. 필리스는 월급에서 하워드에게 7백만 달러를 제공하였다.
하워드는 부진에 2008년 시즌을 시작하고 겨우의 타구 평균과 함께 4월을 끝냈다. 5월에 그는 낳은 길로 가며 그달을 위하여 10개의 홈런과 30개의 타점과 함께 .238점을 평균하였으며 .205점의 전체 타구 평균과 함께 멘도사 라인의 겨우 북쪽으로 5월을 끝냈다. 하워드는 5월 30일 플로리다 말린스를 상대로 7 대 3으로 패한 경기에서 자신의 15번째 시즌 홈런을 치고 동료 선수 체이스 어틀리는 5월 25일 자신의 15번째 홈런을 쳤다. 둘은 6월 전에 각각 15개의 홈런을 친 필리스의 첫 쌍이 되었다.
6월 13일 하워드는 세인트루이스 카디널스에 20 대 2로 우승한 경기에서 2개의 홈런과 5개의 타점을 가졌다. 이 일은 연속적인 필리스의 홈런의 첫회의 2루타를 포함하였다. 그 일은 2004년 5월 18일 이래 처음으로 필리스가 3개의 연속적 홈런을 치는 데 7번째였으며 2008년의 메이저 리그 베이스볼 시즌에서 아무 팀에 의한 4번째 사건이었다. 6월 16일 하워드는 자신의 15번째 경력 다수 홈런 경기에서 보스턴 레드삭스에 8 대 2로 우승한 경기에서 또 다시 2개의 홈런을 치고, 다수 홈런 경기들 사이의 4일간은 자신 경력의 가장 짧은 시간이었다. 단단한 대조에서 하워드는 자신의 10번째 경력 골든 솜브레로를 위한 3 대 0의 패배에서 4개의 스트라이크아웃과 함께 다음 밤 0 루 4 타로 갔다. 그는 로스앤젤레스 다저스를 상대로 8월 1일에 그해 시즌 자신의 100번째 홈런으로 들어가 최소한 100개의 타점에서 자신의 3번째 연속적 시즌을 만들었다.
그는 146개의 타점과 .251점의 타구 평균과 함께 시즌을 끝냈다. 역사적으로 말하면서 이 일은 통계적인 변이였고 선수가 130개의 득점을 타구한 메이저 리그 역사상 아무 시즌을 위하여 가장 낮은 타구 평균에 의한 것이다. 방어에 그는 오류들에서 19와 함께 전부의 메이저 리그 1루수들을 이끌었다.
그의 공헌들이 다시 필리스가 디비전 타이틀과 공식 이후의 시즌으로 이끄는 데 도움을 주었다. 첫 라운드에서 밀워키 브루어스를 상대로 그는 단순한 .182 평균을 타구하고 하나의 득점에서만 타구한 것이다. 자신이 2개의 타점만을 가하고 아직도 공식 이후의 시즌에 자신의 홈런 부족에 남아있어도 다음 라운드에서 다저스를 상대로 .300점의 타구 평균과 함께 그가 가하면서 일들이 얻어졌다. 하지만 필리스가 월드 시리즈로 나가면서 그는 결국 6개의 타점, .286의 타구 평균과 3개의 홈런과 함께 상당하게 가하기 시작하여 필리스가 3 대 1의 시리즈 지도를 지배하였다. 필리스는 결국 1980년 이래 자신들의 첫 월드 시리즈 챔피언십을 가져오는 데 5개의 경기들에서 시리즈를 우승하였고 1983년 이래 필라델피아는 자신들의 주요 스포츠 선수권을 우승하였다. 그는 2008년 내셔널 리그 MVP 상을 위한 투표에서 2위를 하였다. 하워드는 48개의 홈런과 함께 메이저 리그 베이스볼을 이끈 공로로 자신의 두번째 베이브 루스 홈런 상과 두번째 조시 깁슨 유산 상을 수상하였다.

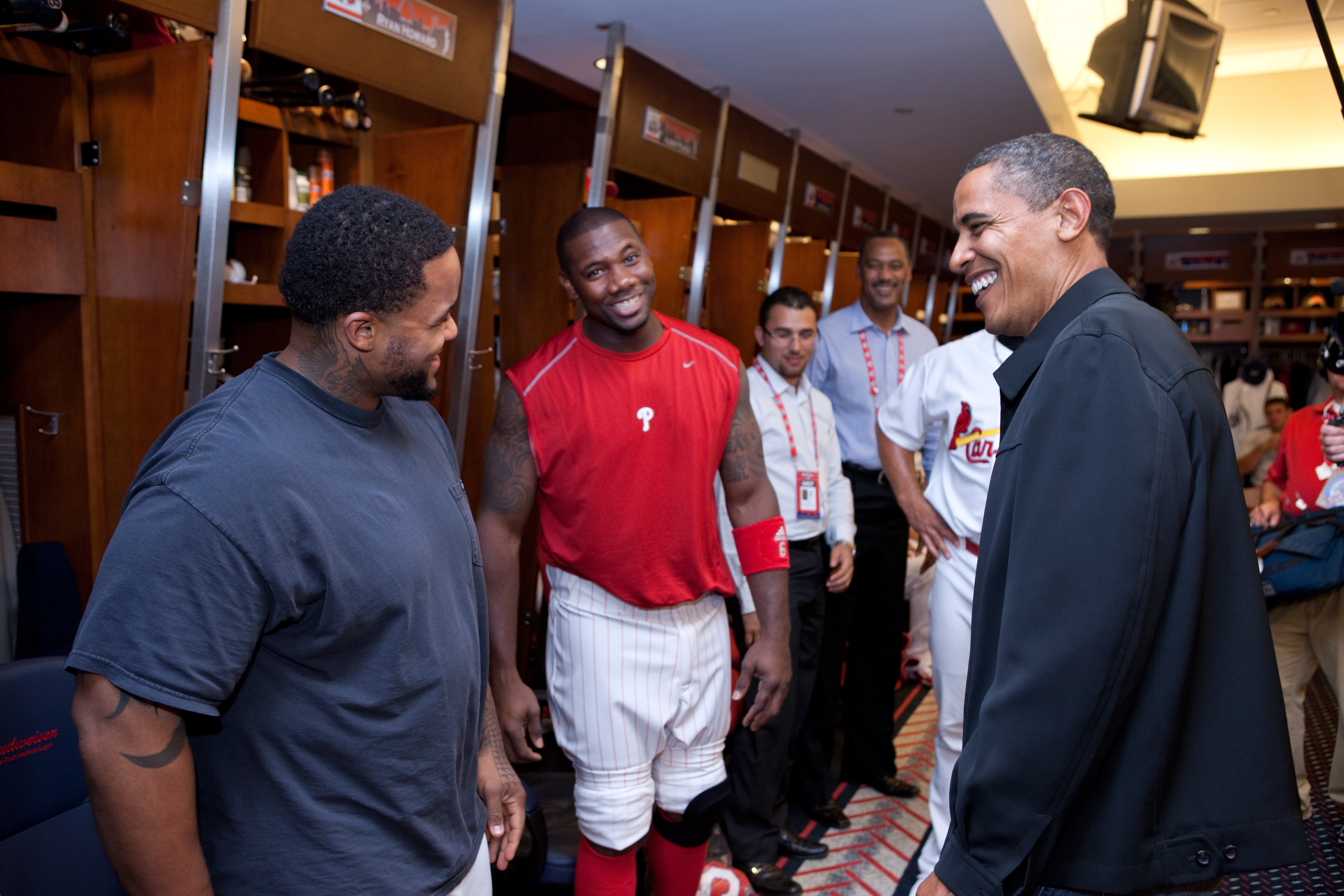
메이저 리그 베이스볼 올스타 경기가 시작되기 전에 버락 오바마 대통령과 이야기하는 하워드와 프린스 필더

### 2009년
2월 8일 필리스와 하워드는 월급 중재 적격의 자신의 남은 3년을 가져온 5천 4백만 달러의 계약에 동의하였다.
5월 4일 하워드는 부시 스타디움에서 카디널스를 상대로 그해 자신의 2번째 그랜드 슬램을 쳤다. 5월 30일 그는 워싱턴 내셔널스의 투수 셰이론 마티스에 시즌 오프의 자신의 3번째 그랜드 슬램을 쳤다. 그랜드 슬램은 하워드를 자신의 경력에서 7개의 그랜드 슬램을 가진 마이크 슈미트의 위로 놓아 필리스의 프랜차이즈 역사상 처음으로 그를 놓았다.
하워드는 2009년 올스타 팀으로 임명되었고 또한 홈런 더비에 나가기도 하였다.
6월 20일 하워드는 104°의 열과 함께 그날 아침 일찍 병원으로 체크인하였으나 그날 후반에 대타자로 나서 홈런을 쳤다. 한달 후, 7월 16일에 말린스를 상대로 하워드는 자신의 200번째 경력 홈런을 쳐 그 절점으로 향하는 데 그를 가장 빠를 선수로 만들었다.
8월에 하워드는 타구한 33개의 득점과 함께 11개의 홈런을 쳤다. 8월 24일 뉴욕 메츠를 상대로 경기에서 하워드는 2개의 홈런과 5개의 득점과 함께 2 루 5타로 갔다. 그는 또한 100개의 득점을 기록하기도 하였다. 이 일은 하워드 자신이 절점에서 타구한 100개의 득점을 도달한 4번째 연속적 시즌으로 특정을 지었다. 그달에 그의 타구 평균은 .299점이었다. 그는 이 성취들로 인하여 그달의 내셔널 리그 선수로 임명되었다. 8월 31일 하워드는 이번 주의 내셔널 리그 선수로 임명되었다. 그 막바지의 분전이 있는 동안에 그는 5개의 홈런을 쳤다. 9월 18일 브레이브스를 상대로 경기에서 하워드는 자신의 시즌 39번째와 40번째 홈런을 쳤다. 이 일은 시즌에서 그가 40개 혹은 그 이상의 홈런을 친 자신의 경력에서 4번째로 특정을 지었다. 10월 3일 하워드는 자신의 시즌 45번째 홈런을 쳐 4개의 연속적 시즌들에서 최소한 135개의 타점과 45개의 홈런에서 축적하는 데 메이저 리그 베이스볼 역사상 4번째 선수 만이 되었다.
하워드는 141개의 타점에서 메이저 리그를 이끄는 데 브루어스의 1루수 프린스 필더와 함께 동점을 매긴 시즌을 끝냈다. 2009년 콜로라도 로키스를 상대로 내셔널 리그 디비전 시리즈의 4번째 경기에서 하워드는 최종회 휴스턴 스트리트의 9회 정상에서 2개의 아웃과 함께 동점의 2루타를 쳤다. 하워드는 제이슨 워스의 1루타에 우승 득점을 매겼다. 타점과 함께 가장 많은 연속적 공식 이후의 시즌을 위하여 루 게릭의 기록을 동점을 매긴 후, 하워드는 10월 21일 내셔널 리그 챔피언십 리그 MVP 상을 수상하였다. 하지만 2009년 월드 시리즈가 열리는 동안 뉴욕 양키스를 상대로 분투한 하워드는 시리즈에서 13번이나 스트라이크를 하면서 윌리 윌슨의 기록을 능가하였다.

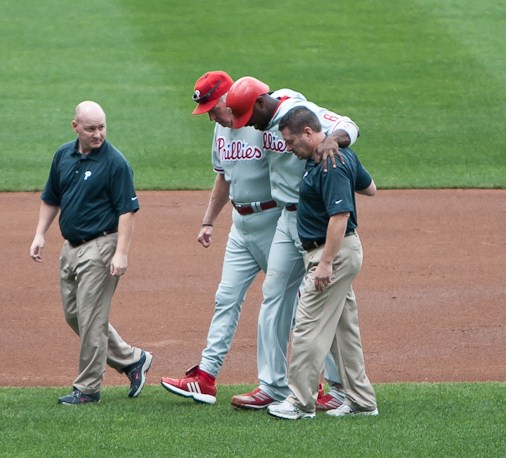
2010년 8월 1일 발목 부상을 당한 하워드가 동료들의 부축을 받고 있다.

### 2010년
2010년 4월 26일 하워드는 이전 해의 시즌 전에 자신이 서명한 계약으로 클럽의 선택과 함께 1억 2천 5백만 달러의 연장인 5년 계약을 맺었다. 6월 25일 시티즌스 뱅크 파크에서 토론토 블루제이스를 상대로 필리스가 도로의 팀으로서 활약할 때 정규 시즌 동안에 내셔널 리그의 구장에서 첫 지명 타자이기도 하였다. 메이저 리그 베이스볼은 필라델피아에서 G20 정상 회의가 열린 이유로 인터리그 시리즈를 토론토에 있는 로저스 센터로 옮겼다.
8월 1일 하워드는 주루 활약에 2루로 돌아오는 동안에 자신의 발목을 삐어 15일간 장애자 명단에 놓였다.
8월 24일 그는 체크 스윙 스트라이크아웃에 절규한 이유로 3루 판정자 스콧 배리에 의하여 14회에서 퇴거되었다. 그 직위에 놓일 선수가 남지 않으면서 필리스는 하워드를 대체하는 데 투수를 이용해야 했다.
9월 8일 하워드는 855개 만의 경기들에서 자신의 250번째 홈런을 쳐 그 이정표에 도달하는 데 역사상 가장 빠른 선수로서 랠프 카이너를 앞섰다.
9월 18일 하워드는 자신의 시즌 30번째 홈런을 쳐 5회의 연속적 30개의 홈런과 100개의 타점 시즌들과 함께 프랜차이즈 기록을 세웠다.
하워드는 명예의 전당을 위하여 숙고된 몇몇의 활동적 선수들 중의 하나로서 동료 체이스 어틀리, 제이미 모이어와 로이 할러데이와 함께 명단에 놓였다.

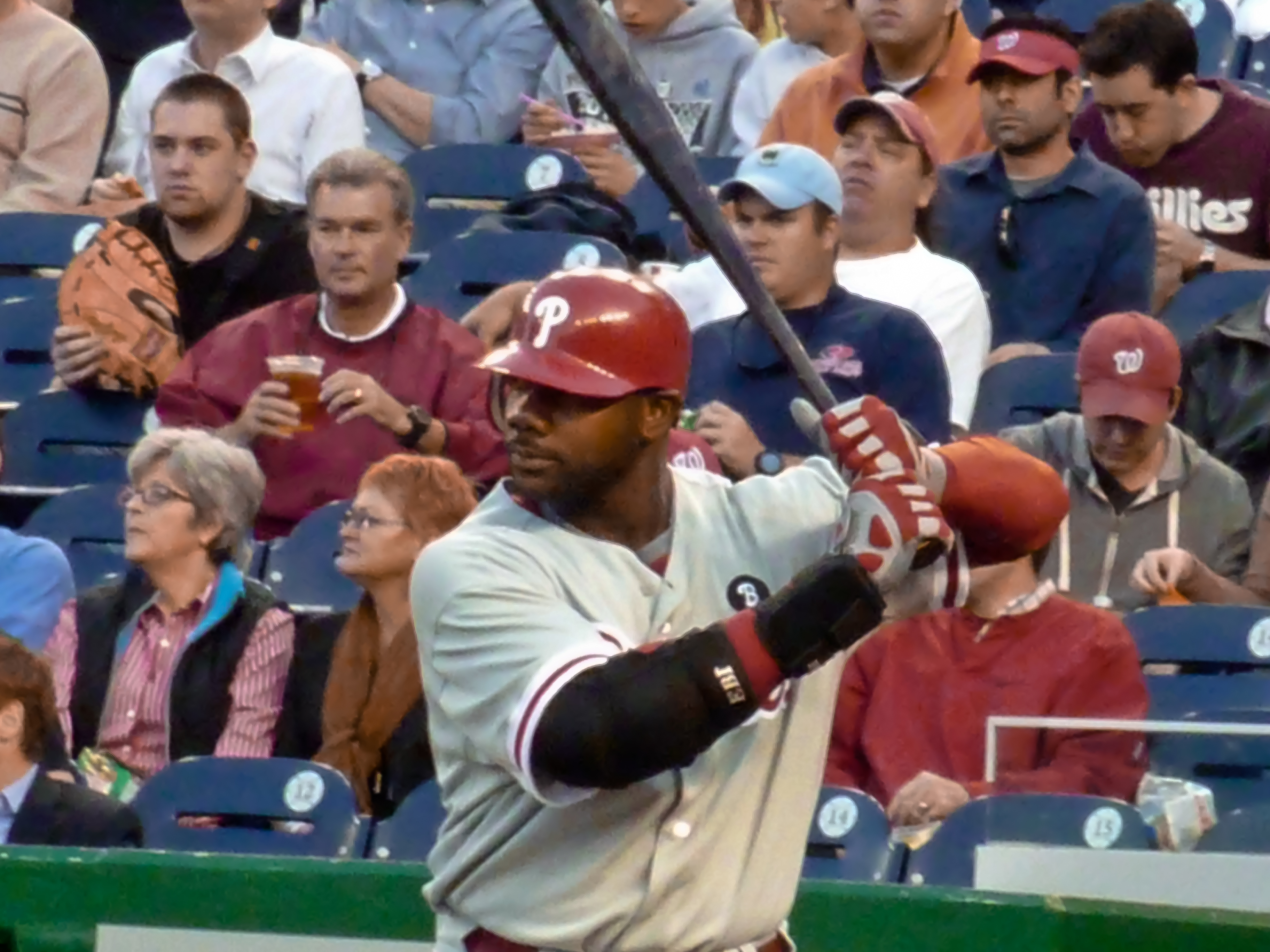
필리스의 경기가 열리는 동안에 타구 준비를 하는 모습

### 2011년
2011년을 통하여 하워드는 경력 장타율에서 전부의 활동적 메이저 리그 선수들 중에 4위를 하고, 경력 볼넷에서 9위를 하였다. 2011년 시즌 동안에 하워드는 .253점의 타구 평균, 30개의 홈런과 필리스의 프랜차이즈 기록 116개의 타점을 가졌다.
카디널스를 상대로 그해의 내셔널 리그 디비전 시리즈의 5번째 경기에서 하워드는 필리스가 시리즈를 패하기 전에 땅볼로 아웃된 마지막 타자였다. 그는 경기의 마지막 활약에 1루로 달릴 때 자신의 아킬레스건이 찢어져 2루수 닉 푼토로 땅볼 아웃되었다. 그의 부상은 수술을 요구하고, 결과로서 그는 2012년 시즌의 출발을 놓쳤다.

### 2012년
하워드는 2012년 시즌을 15일간의 장애자 명단에 놓이면서 시작하였다.
7월 6일 그는 그해 시즌의 자신의 첫 경기를 위하여 활동적이었으며, 필리스의 5 대 0 패배에서 2루타와 함께 2 루 4 타로 갔다. 하워드는 9월 22일 자신의 300번째 경력 홈런을 쳤다. 자신의 오른쪽 엄지발가락에 작은 골절을 겪은 후 그의 시즌이 1주 후에 끝났다. 그는 2012년 시즌을 71개의 경기들에서 .219점의 타구 평균, 14개의 홈런과 56개의 타점과 함께 끝냈다.

### 2013년
2013년 7월 8일 장애자 명단에 놓아진 하워드는 찢어진 왼쪽 연골이 찢어져 6주 ~ 8주를 놓쳤다. 그는 관절 수술을 받고 시즌의 나머지를 위하여 활약하지 않았다. 그는 부상을 당한 시기에 .266점을 안타하고 11개의 홈런과 43개의 득점을 가졌다.

### 2014년

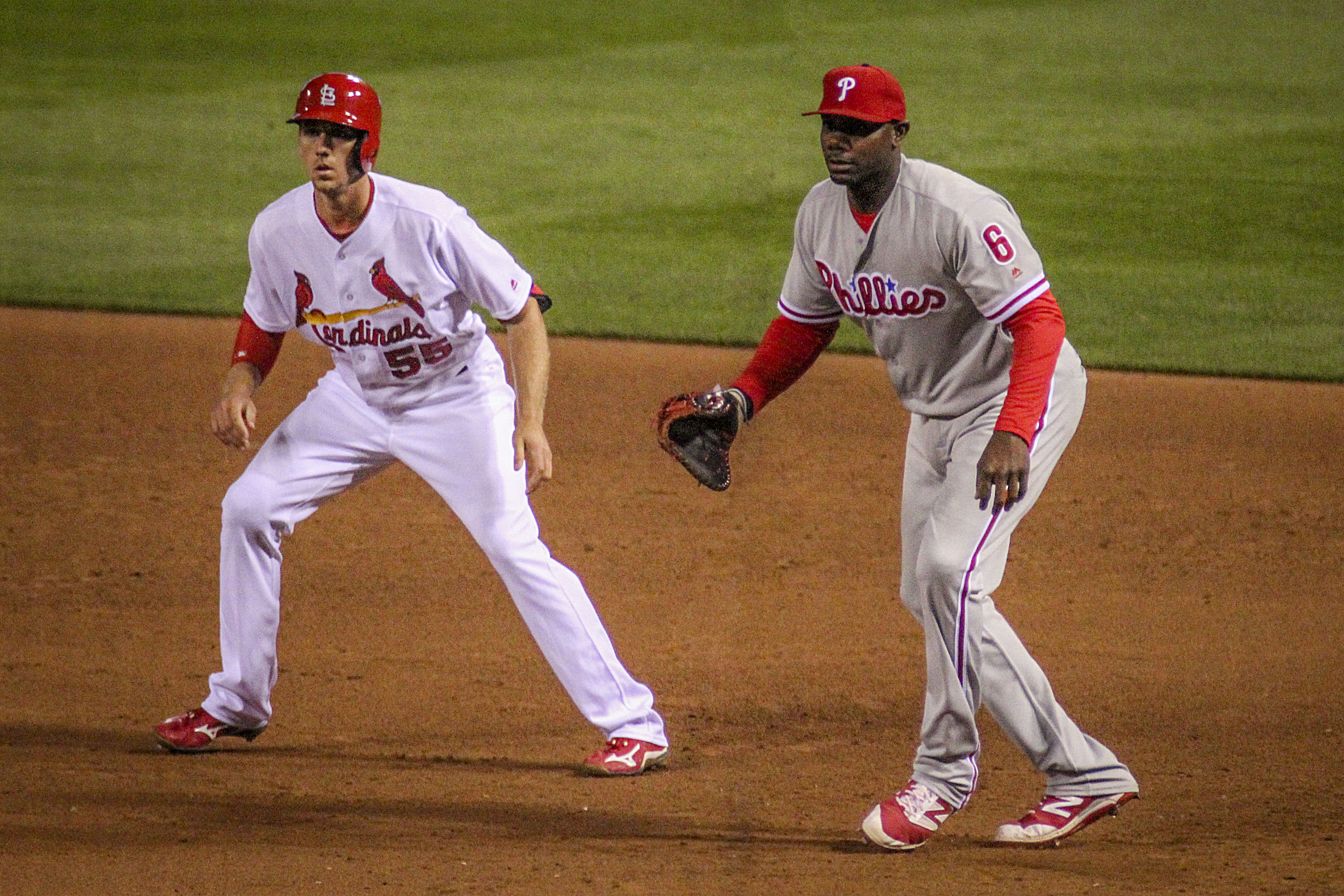
2016년 세인트루이스 카디널스의 외야수 스티븐 피스코티를 홀딩하는 하워드

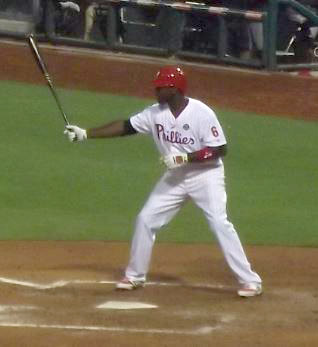
2014년 8월 22일 경기에서 타구를 대비하여 자신의 사인적 기분 전환을 증명하는 하워드

원기를 회복한 하워드는 2014년 시즌으로 들어가 자신이 최근의 세월에 해낸 독점적으로 공을 당기는 것보다 전체의 필드를 이용하는 데 추구하였다. 오프닝 데이에 자신의 3개의 타수에서 본루에 도달한 후, 그는 필리스가 왼손잡이 투수를 향한 그들의 2번째 경기에서 5번째 자루에서 타구하였으며, 그 일은 하워드를 위하여 665개의 출발들의 연속을 끝냈다.
5월 31일 하워드는 뉴욕 메츠에게 패한 최종적 경기에서 자신 경력의 1000번째 타점을 위하여 3점의 홈런을 쳤다. 그는 1230개 만의 경기들에서 업적을 이루는 데 메이저 리그 베이스볼 역사상 1000개의 타점으로 가장 빠른 선수가 되었다. 2014년의 153개의 경기들에서 하워드는 23개의 홈런과 95개의 타점과 함께 .223점을 타구하는 동안에 메이저 리그 베이스볼의 지도적인 190번이나 스트라이크아웃 시켰다.

### 2015년
2015년 하워드는 왼쪽 무릎 부상으로 인하여 시즌의 마지막 3주를 놓쳤어도 하워드는 단지 .229점을 타구하고, 23개의 홈런, 77개의 타점과 138개의 스트라이크아웃은 마지막으로 온 필리스를 이끌었다.

## 연도별 타격 성적
| 연 도      | 소 속      | 경 기 | 타 석 | 타 수 | 득 점 | 안 타 | 2 루 타 | 3 루 타 | 홈 런 | 루 타 | 타 점 | 도 루 | 도 루 자 | 희 생 번 | 희 생 플 | 볼 넷 | 고 4 | 사 구 | 삼 진 | 병 살 타 | 타 율 | 출 루 율 | 장 타 율 | O P S |
| ---------- | ---------- | ----- | ----- | ----- | ----- | ----- | ------- | ------- | ----- | ----- | ----- | ----- | -------- | -------- | -------- | ----- | ---- | ----- | ----- | -------- | ----- | -------- | -------- | ----- |
| 2004년     | PHI        | 19    | 42    | 39    | 5     | 11    | 5       | 0       | 2     | 22    | 5     | 0     | 0        | 0        | 0        | 2     | 0    | 1     | 13    | 2        | .282  | .333     | .564     | .897  |
| 2005년     | PHI        | 88    | 348   | 312   | 52    | 90    | 17      | 2       | 22    | 177   | 63    | 0     | 1        | 0        | 2        | 33    | 8    | 1     | 100   | 6        | .288  | .356     | .567     | .923  |
| 2006년     | PHI        | 159   | 704   | 581   | 104   | 182   | 25      | 1       | 58    | 383   | 149   | 0     | 0        | 0        | 6        | 108   | 37   | 9     | 181   | 7        | .313  | .425     | .659     | 1.084 |
| 2007년     | PHI        | 144   | 648   | 529   | 94    | 142   | 26      | 0       | 47    | 309   | 136   | 1     | 0        | 0        | 7        | 107   | 35   | 5     | 199   | 13       | .268  | .392     | .584     | .976  |
| 2008년     | PHI        | 162   | 700   | 610   | 105   | 153   | 26      | 4       | 48    | 331   | 146   | 1     | 1        | 0        | 6        | 81    | 17   | 3     | 199   | 11       | .251  | .339     | .543     | .882  |
| 2009년     | PHI        | 160   | 703   | 616   | 105   | 172   | 37      | 4       | 45    | 352   | 141   | 8     | 1        | 0        | 6        | 75    | 8    | 6     | 186   | 11       | .279  | .360     | .571     | .931  |
| 2010년     | PHI        | 143   | 620   | 550   | 87    | 152   | 23      | 5       | 31    | 278   | 108   | 1     | 1        | 0        | 3        | 59    | 11   | 8     | 157   | 14       | .276  | .353     | .505     | .859  |
| 2011년     | PHI        | 152   | 644   | 557   | 81    | 141   | 30      | 1       | 33    | 272   | 116   | 1     | 0        | 0        | 5        | 75    | 16   | 7     | 172   | 10       | .253  | .346     | .488     | .834  |
| 2012년     | PHI        | 71    | 292   | 260   | 28    | 57    | 11      | 0       | 14    | 110   | 56    | 0     | 0        | 0        | 3        | 25    | 7    | 4     | 99    | 8        | .219  | .295     | .423     | .718  |
| 2013년     | PHI        | 80    | 317   | 286   | 34    | 76    | 20      | 2       | 11    | 133   | 43    | 0     | 0        | 0        | 6        | 23    | 4    | 2     | 95    | 6        | .266  | .319     | .465     | .784  |
| 통산：10년 | 통산：10년 | 1178  | 5018  | 4340  | 695   | 1176  | 220     | 19      | 311   | 2367  | 963   | 12    | 4        | 0        | 44       | 588   | 143  | 46    | 1401  | 88       | .271  | .361     | .545     | .906  |

- 2013년 기준, 굵은 글씨는 시즌 최고 성적.